# Tipula (Acutipula) repentina
Tipula (Acutipula) repentina is een tweevleugelige uit de familie langpootmuggen (Tipulidae). De soort komt voor in het Palearctisch gebied.